# Coldwave industrial
El "Coldwave industrial" es un subgénero musical para describir principalmente el estilo estadounidense de música industrial, más precisamente de metal industrial y de rock industrial. Este estilo tiene sus raíces en bandas como Swamp Terrorists y Ministry, y el aumento de su popularidad se debe al EP Broken de Nine Inch Nails, y terminó explotando en la escena estadounidense a mediados de los '90.
Álbumes como Burn Out at the Hydrogen Bar de Chemlab ejemplifican el típico sonido coldwave; guitarras similares a las de hard rock con prominente acompañamiento de sintetizadores, frecuente uso de influencias acid house y de baterías en vivo o sampleadas. Las temáticas de las letras varían, pero es típico que tengan una orientación ciberpunk y a menudo sensibilidad pop.
Los sellos discográficos de Coldwave tuvieron una notablemente corta vida, y el género que fue bastante popular en la escena industrial entre 1992 y 1996 tiene un nicho de mercado muy pequeño hoy en día. Con pocas excepciones notables como Cyanotic o Medicant Downline, muy pocas bandas pueden ser descriptas hoy en día como coldwave, o incluso aplicarse ellas mismas esa etiqueta.
Para mayor claridad es importante señalar que, si bien no son explícitamente lo mismo, los términos coldwave, cybercore y synthcore son a veces intercambiables. Típicamente, el género usado para describir una banda de rock industrial está basado en la cantidad de programación o sintetizadores que utilice. Las bandas coldwave tienden a tener un sonido más punk y áspero mientras que las synthcore a menudo suenan como synthpop con guitarras adicionales.